# 森田庄三郎

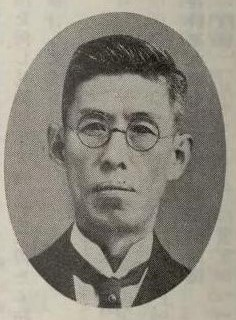
森田庄三郎

森田 庄三郎（もりた しょうざぶろう、明治9年（1876年）4月2日 - 昭和26年（1951年）12月10日）は、日本の発明家、実業家。おぼろ染めタオルの製造法を開発した。

## 経歴
三重県津市出身。実家は菓子製造業を営んでいたが、事業が傾き窮乏した。その後、下絵彩色師から日本画家になることを志し、京都に出て菊池芳文の門下となり日本画を学んだ。しかし、帰京するのに止む無き事情が生じ、その後苦心研究を結果、明治41年におぼろ染めタオルの製造法を開発した。大正7年に津市におぼろタオル会社を設立した。

## 特許
- 特許第14928号 朧染タオル製造法